# روبيليس ديسباني
روبيليس ديسباني سانكيه (بالإنجليزية: Robelis Despaigne Sanquet؛ مواليد 9 أغسطس 1988) هو مُقاتل فنون قتالية مختلطة ممارس تايكوندو كوبي. وهو متعاقد حاليًا مع قتال الكاراتيه. نافس ديسباني في فئة الوزن الثقيل في يو إف سي. فاز بالميدالية البرونزية في التايكوندو في دورة الألعاب الأولمبية الصيفية 2012 - رجال لوزن 80 كغ.

## الخلفية
أمضى روبيليس ديسباني سنوات تكوينه في كوبا، حيث بدأ ممارسة التايكوندو في سن التاسعة. وبعد سبع سنوات من التدريب، حصل ديسباني على مكان في فريق التايكوندو الوطني—وهو المنصب الذي شغله لمدة 15 عامًا. بلغت مسيرته في التايكوندو ذروتها في عام 2012 عندما مثل كوبا في الألعاب الأولمبية التي أقيمت في لندن، وحصل على الميدالية البرونزية في فئة الوزن الثقيل.

## مسيرته في التايكوندو
فاز ديسباني بالميدالية البرونزية في دورة الألعاب الأولمبية الصيفية 2012 في وزن +80 كغ. تغلب على تشيكا ياجازي تشوكوميري في الجولة الأولى، قبل أن يخسر أمام أنتوني أوبامي بالموت المفاجئ في ربع النهائي. ولأن أوبامي وصل إلى النهائي، دخل ديسباني في نزال الإعادة. هناك تغلب على كاينو تومسين فواتاجا، وتوقف القتال بسبب فارق النقاط. تغلب على دابا موديبو كيتا في مباراة الميدالية البرونزية بالفوز السهل حيث لم يتمكن كيتا من المنافسة بسبب الإصابة.

## مسيرته في فنون القتال المختلطة

### بدايته
خاض ديسباني أول نزال له في فنون القتال المختلطة ضد كاتوما مولومبا في 3 يونيو 2022 في تايتان إف سي 77. وفاز بالنزال في نهاية الجولة الأولى عن طريق الضربة الفنية القاضية. ثم خاض ثلاث نزالات في عام 2023، وفاز بها جميعًا بالضربة القاضية في أقل من 20 ثانية.

### يو إف سي
تم توقيع عقد مع ديسباني من قبل يو إف سي في ديسمبر 2023.
واجه ديسباني جوش باريزيان في 9 مارس 2024، في يو إف سي 299. فاز بالقتال بالضربة القاضية بعد 18 ثانية من الجولة الأولى. نال عن هذا النزال مكافأة أداء الليلة.
واجه ديسباني والدو كورتيس أكوستا في 11 مايو 2024، في حدث يو إف سي على إي إس بي إن 56. خسر النزال بقرار القضاة بالإجماع.
واجه ديسباني أوستين لان في 19 أكتوبر 2024 في حدث يو إف سي ليلة القتال 245. خسر النزال بقرار القضاة بالإجماع.
تم التخلي عن ديسباني من قِبل يو إف سي بعد فترة وجيزة من خسارته أمام لين.

### قتال الكاراتيه
في 11 نوفمبر 2024، تم الإعلان عن أن ديسباني قد وقع مع منظمة قتال الكاراتيه.
واجه ديسباني دومينيك جيندرزيزيك في 19 ديسمبر 2024 في حدث قتال الكاراتيه 51 وفاز بالضربة القاضية بعد أربع ثوانٍ من بداية الجولة الأولى.

### رابطة القتال العالمية
في 11 ديسمبر 2024، أُعلن أن ديسباني قد وقع مع رابطة القتال العالمية.

## البطولات والإنجازات

### فنون القتال المختلطة
- يو إف سي
  - أداء الليلة (مرة واحدة) ضد جوش باريزيان[12]
  - ثاني أسرع إنهاء/ضربة قاضية لمقاتل وزن ثقيل في ظهوره الأول في تاريخ يو إف سي (18 ثانية) (بعد تود دوفي 7 ثواني)
  - [21]
  - أطول طول ذراع في تاريخ يو إف سي (87 بوصة)[22]

## سجل فنون القتال المختلطة
| السجل المهني |       |         |
| 7 نزال       | 5 فوز | 2 خسارة |
| ضربة قاضية   | 5     | 0       |
| قرار القضاة  | 0     | 2       |

| النتيجة | السجل | الخصم               | الطريقة                    | الحدث                                       | التاريخ        | الجولة | الوقت | المكان                              | الملاحظات                 |
| ------- | ----- | ------------------- | -------------------------- | ------------------------------------------- | -------------- | ------ | ----- | ----------------------------------- | ------------------------- |
| خسر     | 5–2   | أوستين لان          | قرار القضاة (بالإجماع)     | يو إف سي ليلة القتال: هيرنانديز ضد بيريرا   | 19 أكتوبر 2024 | 3      | 5:00  | لاس فيغاس، نيفادا،الولايات المتحدة  |                           |
| خسر     | 5–1   | والدو كورتيس أكوستا | قرار الحكام (بالإجماع)     | يو إف سي على إي إس بي إن: لويس ضد ناسيمينتو | 11 مايو 2024   | 3      | 5:00  | سانت لويس، ميزوري، الولايات المتحدة |                           |
| فاز     | 5–0   | جوش باريزيان        | ضربة فنية قاضية (باللكمات) | يو إف سي 299                                | 9 مارس 2024    | 1      | 0:18  | ميامي، فلوريدا، الولايات المتحدة    | أداء الليلة.              |
| فاز     | 4–0   | مايلز بنكس          | ضربة قاضية (بلكمة)         | فيوري إف سي 84                              | 3 ديسمبر 2023  | 1      | 0:04  | هيوستن، تكساس، الولايات المتحدة     |                           |
| فاز     | 3–0   | ستيفي باين          | ضربة فنية قاضية (باللكمات) | فيوري تشالنجر السلسلة 7                     | 24 سبتمبر 2023 | 1      | 0:03  | هيوستن، تكساس، الولايات المتحدة     |                           |
| فاز     | 2–0   | ترافيس جريجوار      | ضربة فنية قاضية (باللكمات) | فيوري إف سي 80                              | 25 يونيو 2023  | 1      | 0:12  | هيوستن، تكساس، الولايات المتحدة     |                           |
| فاز     | 1–0   | كاتوما مولومبا      | ضربة فنية قاضية (باللكمات) | تيتان إف سي 77                              | 3 يونيو 2022   | 1      | 4:54  | ميرامار، فلوريدا، الولايات المتحدة  | أول ظهور في الوزن الثقيل. |

## سجل قتال الكاراتيه
| السجل المهني |       |         |
| 1 نزال       | 1 فوز | 0 خسارة |
| ضربة قاضية   | 1     | 0       |
| إخضاع        | 0     | 0       |
| قرار القضاة  | 0     | 0       |

| النتيجة | السجل | الخصم              | الطريقة            | الحدث             | التاريخ        | الجولة | الوقت | المكان                           | الملاحظات |
| ------- | ----- | ------------------ | ------------------ | ----------------- | -------------- | ------ | ----- | -------------------------------- | --------- |
| فاز     | 1–0   | دومينيك جيندرزيزيك | ضربة قاضية (بلكمة) | قتال الكاراتيه 51 | 19 ديسمبر 2024 | 1      | 0:04  | ميامي، فلوريدا، الولايات المتحدة |           |

## وصلات خارجية
- روبيليس ديسباني على موقع TaekwondoData.com (الإنجليزية)
- روبيليس ديسباني على موقع يو إف سي (الإنجليزية)
- روبيليس ديسباني على موقع شيردوغ (الإنجليزية)
- روبيليس ديسباني على موقع Tapology.com (الإنجليزية)
- روبيليس ديسباني على موقع أوليمبيديا (الإنجليزية)